# Joan de Queralt i de Xetmar
Joan de Queralt i de Xetmar   (Barcelona, 24 d'octubre de 1679 - Barcelona, 12 de març de 1756) va ser un noble català, cinqué comtat de Santa Coloma.

## Biografia
Fill d'Andreu de Queralt i de Maria de Xetmar, no se'n disposa de gaire informació fins ben entrada la vida adulta. Miquel Conill explica que «el deseo de condecorar su noblesa con lenguas y noticias peregrinas le sacó del nativo suelo y trasladó a reynos estraños, singularmente el de Francia, por mucho tiempo».
El 25 de juliol de 1711 signà capítols matrimonials amb Francesca de Descatllar, amb qui es casà l'endemà a Barcelona. El seu fill Ignasi Andreu de Queralt i Descatllar nasqué a Santa Coloma de Queralt el 18 d'abril de 1717.
Joan no va implicar-se en la vida política del Principat, ja que només en consta documentació patrimonial, i el 1729 fou denunciat per la Comunitat de Preveres de Sant Joan de Barcelona. El 1742 rebé un certificat de pagament del dret de mitja anata i servei de llances -pagar per no aportar soldats- com a grande d’Espanya; en últim lloc, també rep rendes reals i rèdits de l’Arboç (1748).
El 17 de gener de 1753 dictà testament a Barcelona, on possiblement va morir el 12 de març de 1756.